# راشد بن حسين العبد الكريم
راشد بن حسين العبد الكريم باحث وأكاديمي سعودي، حاصل على جائزة وزارة الثقافة والإعلام عام 2013م، وله العديد من الإصدارات في التأليف والترجمة من بينها كتاب (البحث النوعي في التربية)، وكتاب (كيف تؤلف كتابا؟).

## التعليم
- حاصل على درجة الدكتوراه في المناهج وطرق التدريس من جامعة أوهايو في الولايات المتحدة عام 2001م.
- حاصل على درجة الماجستير في الإشراف التربوي من جامعة أوهايو في الولايات المتحدة عام 1999م.
- حاصل على درجة البكالوريوس في اللغة الإنجليزية من كلية التربية في جامعة الملك سعود عام 1408هـ.[4]

## العمل
- أستاذ المناهج وطرق التدريس والإشراف التربوي بجامعة الملك سعود.[5]

## المؤلفات
- (طريق النجاح: دليل عملي للتفكير والتخطيط والإنجاز).
- (الدروس اليومية من السنن والأحكام الشرعية).
- (الإشراف التربوي المتنوع: رؤية جديدة لتطوير أداء المعلمين).[6]
- (دليل تطبيق التجارب التربوية). [بالاشتراك].
- (التدريب أسسه ومهاراته).
- (كيف تؤلف كتابا؟).
- (البحث النوعي في التربية).[7] وحصل به العبد الكريم على جائزة وزارة الثقافة والإعلام للكتاب عام 2013 (1434هـ).[8]
- (طريقك للنشر في المجلات العالمية).
- (الإشراف التربوي: الأسس والممارسات).
- (الإشراف الداعم للتعلم). [ترجمة].
- (قيادة تطوير المنهج). [ترجمة].[5]
- (مع ابن تيمية: حوارات فكرية).[9]